# Véhicule électrique au Texas

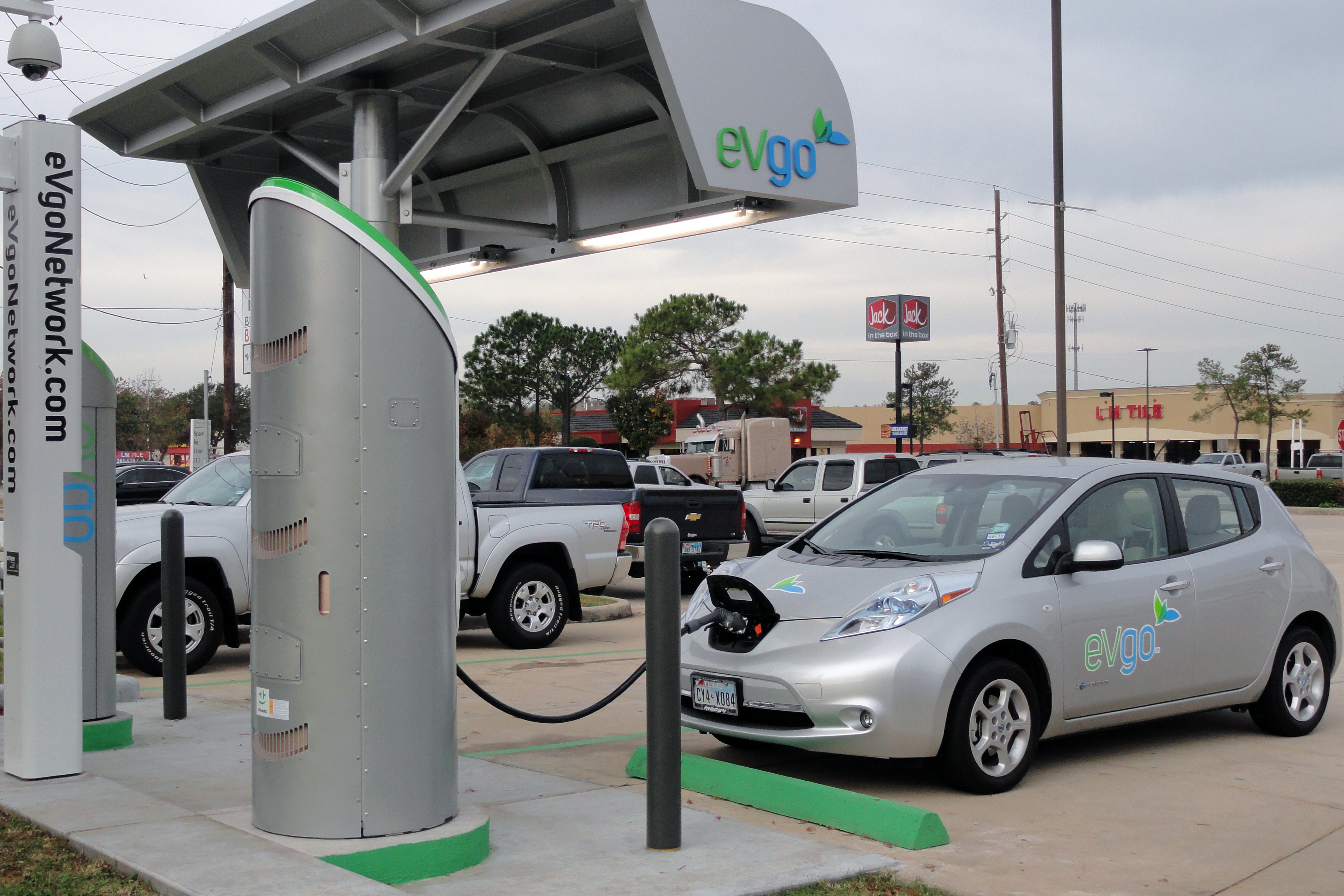
Recharge de la Nissan Leaf à Houston

Le véhicule électrique au Texas connait une phase de croissance depuis le début des années 2010. En avril 2023, le Texas compte 185 511 véhicules électriques immatriculés.

## Politique gouvernementale
En novembre 2013, la Commission du Texas sur la qualité de l'environnement approuve un programme d'aides visant à offrir des incitations financières allant jusqu'à 2 500 $ pour l'achat ou la location de nouveaux véhicules éligibles fonctionnant au gaz naturel comprimé (GNC), au GPL ou à un moteur électrique rechargeable avec une capacité de batterie supérieure à 4 kWh, auprès d'un concessionnaire agréé ou d'une société de leasing. Le financement total du programme s'élevait à US$7,7 million et le nombre maximal de véhicules autorisés était de 2 000 unités pour chaque véhicule électrique rechargeable et les véhicules au gaz naturel/propane pendant toute la durée du programme,. Le programme était en vigueur du 13 mai 2014 au 26 juin 2015.
En mai 2022, ces aides étatiques prennent la forme de réductions d'impôts, toujours à hauteur de $2,500 pour les véhicules électriques.

## Bornes de recharge
En août 2022, le Texas compte 2500 stations de recharge électriques.
La loi sur l'investissement dans les infrastructures et l'emploi, promulguée en novembre 2021, a alloué US$408 millions aux bornes de recharge au Texas.
Des inquiétudes ont été exprimées quant à la fiabilité du réseau électrique du Texas, en ce qui concerne la recharge des véhicules électriques,.

## Opinion publique
Dans un sondage réalisé en mars 2022 par Texas 2036 sur le nombre d'électeurs inscrits « ayant acheté ou envisagé d'acheter » un véhicule électrique, le nombre de répondants affirmatifs est de 53 % pour les personnes âgées de 18 à 34 ans, de 56 % pour celles âgées de 35 à 44 ans, de 34 % pour celles âgées de 45 à 54 ans et de 20 % pour celles âgées de 55 ans et plus.